# Nizam (Schiff)
HMAS Nizam (Kennung: G38) war ein Zerstörer der N-Klasse.
Der Zerstörer wurde wie vier seiner Schwesterschiffe, von der Royal Navy an die Royal Australian Navy verliehen und am 19. Dezember 1940 in Dienst gestellt. Im Zweiten Weltkrieg wurde er mit den Battle Honours Malta Convoys 1941–42, Crete 1941, Libya 1941, Mediterranean 1941, Indian Ocean 1942–44, Pacific 1943 und Okinawa 1945 ausgezeichnet.
Am 17. Oktober 1945 schied der Zerstörer in Sydney aus dem Dienst der RAN, wurde als HMS Nizam von der Royal Navy übernommen und nach Großbritannien überführt. Die Nizam traf am 13. Dezember 1945 in Sheerness ein, wo sie außer Dienst gestellt und der Reserve zugeführt wurde. 1955 wurde sie dann zum Abbruch verkauft, der Mitte Oktober in Grays begann.

## Geschichte
HMAS Nizam wurde am 15. April 1939 mit weiteren sieben Einheiten der N-Klasse bestellt. Die Schiffe waren nur geringfügig veränderte Nachbauten der 1937 bestellten J- und K-Klasse. Auftragnehmer für je zwei Neubauten waren vier Werften, die bereits 1937 zwei Einheiten der Bestellung gebaut hatten, die ab 1939 abgeliefert wurden. Die Nizam wurde bei John Brown & Company in Clydebank am 27. Juli 1939 als Neubau mit der Baunummer 564 auf Kiel gelegt und am 4. Juli 1940 vom Stapel gelassen. Sie war das erste Schiff der Navy, das den Namen Nizam zu Ehren des regierenden indischen Nizam von Hyderabad, Asaf Jah VII., erhielt.
Während der Ausrüstung der acht Einheiten der N-Klasse entschied sich die Royal Navy, alle acht Einheiten alliierten Marinen zur Verfügung zu stellen. Fünf erhielt die Royal Australian Navy, zwei die Niederländische Marine und das erste ging an die Polnische Marine (Piorun). Am 8. Januar 1941 wurde die Nizam als drittes Schiff der Klasse und zweites für Australien in Dienst gestellt.

### Einsätze
Die Nizam führte ihre ersten Erprobungseinsätze im Bereich der North Western Approaches durch. Zur Ausrüstung für künftige Einsätze im Mittelmeer befand sie sich in der Bauwerft, als diese am 13. Februar 1941 das Ziel intensiver Angriffe der deutschen Luftwaffe war („Clydebank Blitz“). Anschließend ging der Zerstörer nochmals nach Scapa Flow, um bei der Home Fleet die Ausbildung seiner Besatzung fortzusetzen.

Am 21. März 1941 begann die Verlegung der Nizam zusammen mit dem Schwesterschiff und Leader Napier ins Mittelmeer. Die australischen Zerstörer wurden einem Verband mit dem als Flugzeugtransporter dienenden alten Träger Argus, der Hurricane-Jäger für Malta an Bord hatte, dem Leichten Kreuzer Sheffield, dem U-Boot-Depotschiff Maidstone und dem Truppentransporter Highland Monarch auf dem Weg nach Gibraltar als Sicherung zugeteilt, wo sie am 29. eintrafen. Die beiden Zerstörer traten noch kurz zu der aus dem Atlantik nach Gibraltar zurücklaufenden Force H, ehe sie am 1. April die Sicherung der Highland Monarch (14139 BRT, 1932) über Freetown (8.) und St. Helena (12.) nach Kapstadt fortsetzten. Nach einer Überprüfung in Simonstown setzen die Zerstörer, meist als Sicherung von Transportern ihre Verlegung durch den Indischen Ozean, das Rote Meer und den Suezkanal nach Alexandria fort, wobei sie ab Aden die beiden über 80.000 BRT großen Ozeanriesen Queen Mary und Queen Elizabeth geleiteten, die über Ceylon aus Australien kamen und 11.600 australische Soldaten für den Einsatz im mittleren Osten an Bord hatten. Die beiden Zerstörer traten nach dem Passieren des Suezkanals am 4. Mai in Alexandria zur Mediterranean Fleet.
Dort wurde die Nizam schon ab dem 6. Mai 1941 in der Sicherung des Flottenverbandes von drei Schlachtschiffen und dem Träger Formidable eingesetzt, der als Ferndeckung für einen erneuten Versorgungskonvoi nach Malta diente, der gleichzeitig mit einem Konvoi aus Gibraltar Malta erreichen sollte (Operation Tiger). Teile des Westkonvois aus Gibraltar brachten Verstärkungen für die Mittelmeerflotte (Schlachtschiff Queen Elizabeth, Kreuzer Fiji und Naiad) sowie Panzer und Hurricanes für die Commonwealth-Streitkräfte in Ägypten. Trotz der deutsch-italienischen Luftangriffe verloren die Mittelmeerflotte und die Handelsschiffs-Konvois keine Schiffe.
Der deutsche Versuch, Kreta zu besetzen, erforderte den Einsatz aller Einheiten der Mittelmeerflotte. So beschoss Nizam mit Jervis und Ilex am 20. Mai den Flugplatz Scarpanto auf Karpathos.
Zweimal begleitete sie den Minenleger Abdiel beim Transport von Verstärkungen auf die Insel. Später nahm sie an der Evakuierung der alliierten Truppen teil.
Im Juli gehörte der Zerstörer zu den Einheiten, welche die Eroberung Syriens durch Commonwealth- und frei-französischen Truppen unterstützten. Anfang Juni beschoss sie mit den Kreuzern Naiad und Ajax sowie den Zerstörern Jackal, Kimberley, Havock und Hasty Stellungen vichy-treuer Truppen nahe Beirut. Ab August kam der Zerstörer auch bei der Sicherung der Zufuhr zum belagerten Tobruk zum Einsatz, wo er am 21. August durch Ju-88-Bomber der III./LG.1 nördlich von Bardia beschädigt wurde.
Im Dezember 1941 war die Nizam erneut an einer Konvoioperation zur Versorgung Maltas beteiligt, die am 17. Dezember 1941 zum Ersten Seegefecht im Golf von Syrte führte. Der vorerst letzte Einsatz im Mittelmeer fand am 31. Dezember 1941 statt, als Nizam mit den australischen Schwesterschiffen Napier (F) und Nestor bei Bardia Stellungen der Deutsch-italienischen Panzerarmee beschoss.

### Zur Eastern Fleet
Am 3. Januar 1942 verlegte die Nizam mit ihren Schwesterschiff Napier und Nestor in das Rote Meer. Unter der Eastern Fleet sicherten die australischen Zerstörer zuerst den als Flugzeugtransporter eingesetzten Flugzeugträger Indomitable.
Im Mai 1942 kehrte die Nizam ins Mittelmeer zurück, um in der „7. Zerstörerflottille“ mit den Napier, Nestor, Nizam und Norman im Juni Versorgungskonvois zwischen Alexandria und Malta zu begleiten (Operation Vigorous). Bei diesem Einsatz ging die Nestor verloren. (siehe auch => Das Ende der Nestor)
Anschließend verlegte die Nizam ab dem 25. Juni wieder zur Eastern Fleet und nahm ihre Sicherungseinsätze im Indischen Ozean von Kilindini Harbour als neuer Basis wieder auf. Am 10. September 1942 gehörte sie zu den Einheiten, die den Abschluss der Besetzung Madagascars unterstützten. Neben ihr wurden unter anderem auch ihre australischen Schwesterschiffe Napier, Nporman und Nepal sowie die niederländischen Van Galen und Tjerk Hiddes eingesetzt.

Am 8. Oktober rettete die Nizam die 64-köpfige Besatzung des niederländischen Handelsschiffs Gaasterkerk, das vor Kapstadt von U 68 versenkt worden war. Von Ende Oktober bis in den Dezember 1942 wurde der Zerstörer in Simonstoewn überholt und blieb anschließend bis zum Juni 1943 auf der South Atlantic Station zur Sicherung des Schiffsverkehrs um Südafrika im Einsatz, um dann zur Eastern Fleet und nach Kilindini zurückzukehren. Am 31. Juli 1943 fischte er sechs Überlebende des britischen Handelsschiffs Cornish City auf, das zwei Tage zuvor südöstlich von Madagaskar von dem deutschen U-Boot U 177 torpediert und versenkt worden war. Die bis zum Herbst 1944 folgenden defensiven Aufgaben im Indischen Ozean wurden im März 1944 von einem offensiven Unternehmen unterbrochen, als Nizam zusammen mit anderen Schiffen, darunter die Schwesterschiffe Napier, Norman und Nepal, die Flugzeugträger Illustrious und die US-amerikanische Saratoga sicherten, als sie mit ihren Flugzeugen japanische Einrichtungen auf der Insel Sabang bombardierten (Operation Cockpit).
Am 3. September 1944 traf die Nizam in Melbourne ein. Der erste Besuch Australiens diente einer notwendigen Überholung. Im November kehrte der Zerstörer wieder zur Eastern Fleet zurück, die sich auf die Unterstützung des Vormarsches der alliierten Truppen in Burma vorbereitete. Nizam wurde nicht zur unmittelbaren Landungsunterstützung eingesetzt und verlegte im Februar 1945 nach Australien, um künftig bei der neugeschaffenen British Pacific Fleet (BPF) eingesetzt zu werden.

### Einsätze im Pazifik
Im März 1945 wurde der Zerstörer mit Napier, Nepal und Norman der Sicherung der Versorgungsgruppe der BPF zugeteilt. Während der Schlacht um Okinawa war er bei den begleitenden Trägeroperationen Mitte Mai auch ersatzweise für eine Woche der Trägergruppe der BPF als Sicherung zugeteilt. Ende Mai verlegte der Zerstörer für eine Überholungs- und Urlaubsphase nach Australien und verließ Ende Juni 1945 Australien, um in der Schlussphase des Krieges bei den Trägeroperationen gegen die japanischen Hauptinseln wieder die Versorgungsgruppe der britischen Trägergruppe zu sichern. Ab dem 12. August 1945 gehörte die Nizam mit der Napier zur Kampfgruppe TG.38.5 mit dem Träger Indefatigable, dem Schlachtschiff King George V, den Kreuzern Gambia und Newfoundland sowie den Zerstörern Barfleur, Wakeful, Wrangler, Troubridge, Termagant, Tenacious und Teazer, die als einzige britische Trägergruppe bei der Vereinbarung eines Waffenstillstands noch vor der japanischen Küste operierte.
Am 2. September 1945 (V-J-Day) war sie mit dem Schwesterschiff Napier in der Bucht von Tokio bei der Unterzeichnung der japanischen Kapitulation anwesend.

### Verbleib
Am 17. Oktober 1945 ging die australische Besatzung in Sydney von Bord und das Schiff wurde an die Royal Navy zurückgegeben. Die Nizam unter britischem Kommando zurückgeführt aber nicht weiterverwendet, sondern 1955 zur Verschrottung verkauft und im November 1955 abgewrackt.

## Bewaffnung
Die Bewaffnung bestand aus sechs 12-cm-Kanonen in Doppellafetten Mk XII zum Einsatz gegen See- und (eingeschränkt) Luftziele (zwei Zwillingslafetten vor der Brücke, die hintere in überhöhter Position; ein Zwillingslafette auf einer Plattform achtern). Als Flakbewaffnung besaß der Zerstörer ein 2-Pfünder-Vierlingsgeschütz Mk VIII auf einer Plattform hinter dem Schornstein sowie acht Fla-MGs des Kalibers 0,5 inch (12,7 mm). Zehn Torpedorohre in zwei Sätzen von je fünf Rohren komplettierten die Bewaffnung. Der ursprünglich geplante hintere Satz von Torpedorohren war bei Indienststellung durch ein 4-inch-(102-mm)-Flugabwehrgeschütz ersetzt.